# Исихий Сенатор
Исихий (? — 302 год) — сенатор Антиохийский, мученик. День памяти — 10 / 23 мая.
Согласно преданию, святой Исихий (гр.:Ησύχιος) был сенатором во времена правления Максимиана Галерия. Когда начались преследования христиан, ему было предложено отречься от христианства, чтобы сохранить свои жизнь и общественное положение. Но Исихий отверг это и исповедал свою веру. От этого император пришёл в ярость и повелел изгнать святого со службы и, одев в унизительные одежды, выставить на посмешище перед иными должностными лицами. Галерий приказал его убить. Воины повели святого на реку Оронт, где, привязав камень на шею, бросили в самое глубокое место.